# Lakmé

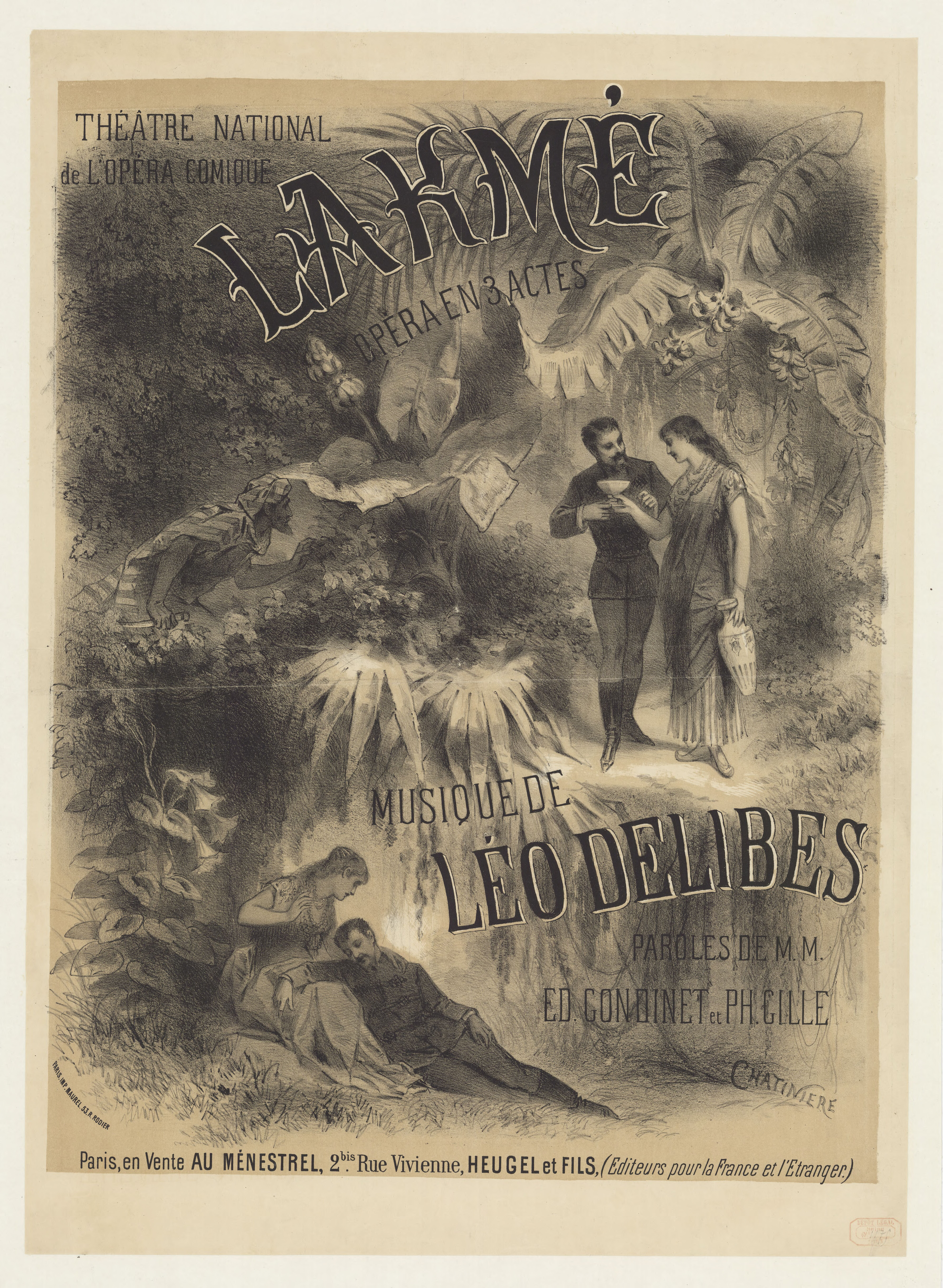
Affisch från Opéra Comique.

Lakmé är en opera i tre akter med musik av Léo Delibes. Librettot av Edmond Gondinet och Philippe Gille bygger på romanen Le mariage de Loti av Pierre Loti. 

## Historia
Operan skrevs av Delibes 1881-1882 och uruppfördes på Opéra-Comique i Paris den 14 april 1883. Dess popularitet framgår av att man 1909 hade givit 500 föreställningar och 1931 tusen på Opéra-Comique. Den tillhör de på sin tid mycket omtyckta exotiska franska operorna, där Afrikanskan och Pärlfiskarna är andra exempel och den är fortfarande en av de mest spelade franska operorna.

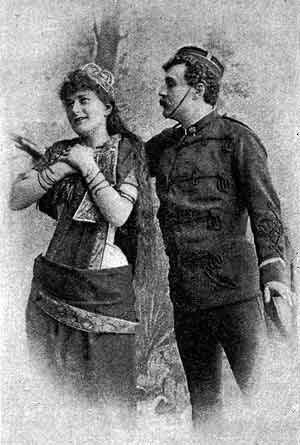
Märta Petrini och Arvid Ödmann i Lakmé på Stockholmsoperan 1890.

Den svenska premiären ägde rum på Stockholmsoperan den 15 januari 1890. Lakmé sattes upp på Malmö Opera hösten 2017, premiär 7 oktober. För regin stod Nicola Raab, medan Philippe Auguin och Magnus Fryklund var ansvariga för musiken.

## Exotism
Lakmés tragiska historia gjorde ett något märkligt intryck på Opéra-Comiques scen, eftersom åskådarna här förväntade sig muntrare stycken. Men redan åtta år tidigare hade man uppfört en stor tragedi, Georges Bizets Carmen, som inte bara kan betraktas som en dramatisk föregångare till Lakmé, utan där Delibes också lät sig påverkas av Bizets musik. Gemensamt för båda operorna är valet av en oborgerlig och exotisk miljö.

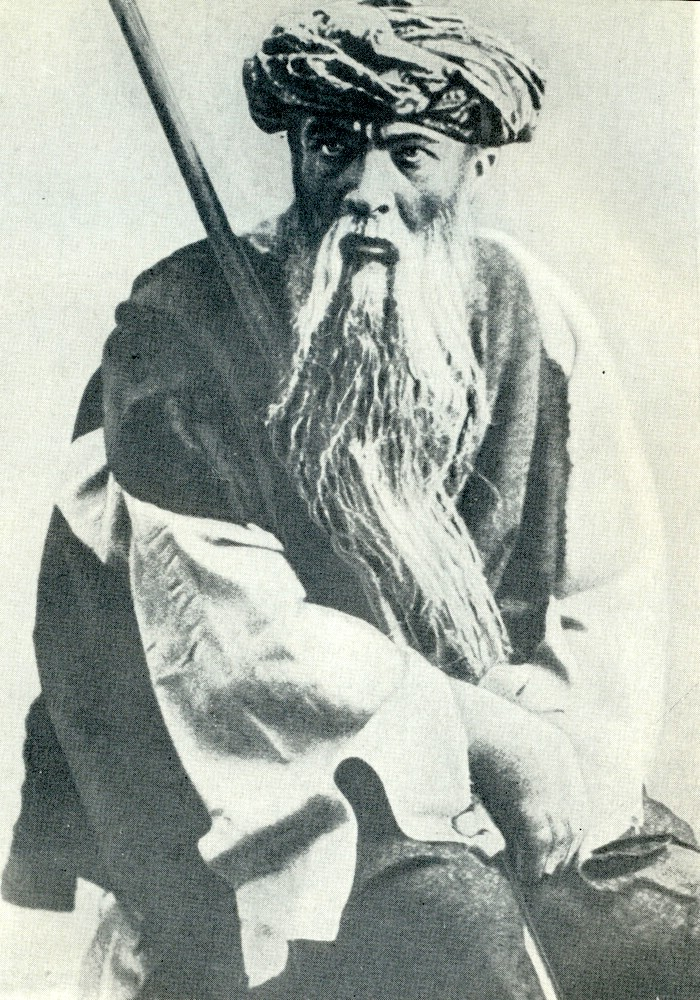
Basen Fjodor Sjaljapin som brahminen Nilakantha 1901.

Lakmés historia har sina rötter i kolonialtiden. Under den här epoken kom européerna i allt högre grad i kontakt med utomeuropeiska kulturer, som inom konsten mottogs som lockande kulisser. Under senare delen av 1800-talet kunde allt som utlovade en exotisk lockelse räkna med stor framgång. Men man förväntade sig inte av tonsättaren att denne skulle fördjupa sig i den aktuella regionens musiktradition. Det var inte verkligheten som var viktig, utan det räckte med anspelningar på sådant som kändes främmande, skrämmande eller äventyrligt. Publikens förväntan uppfylldes ofta bara genom själva platsen för handlingen, som till exempel i Bizets opera Pärlfiskarna. Inte heller beskrivningen av Indien i Lakmé gjorde något anspråk på autenticitet. Brahminernas sång i introduktionen till första akten eller dansscenen i andra akten (en obligatorisk inlaga för varje fransk operatonsättare) får sin lokalfärg uteslutande genom några harmoniska vändningar.

## En mångkulturell opera
I raden av exotiska operor händer det sällan att sammanstötningen mellan två kulturer ställdes i centrum, så som Puccini senare kom att göra i Madame Butterfly. Men Lakmé hör till undantagen, där den värdiga indiska brahmindottern på intet sätt är sämre än de karikatyrartat framställda engelsmännen, utan snarare står på moraliskt mer högstående plan. "Min himmel är inte din, de gudar som du vördar, känner jag ej", bekänner Lakmé för Gérald. Här formuleras på pregnant sätt ett kulturellt grundproblem. Att lära sig förstå varandra förblev under 1800-talet en ouppnåelig önskan. Drömmarna blir här till ett nyckelbegrepp. De båda älskande upplever sitt förhållande som i en dröm, där verkligheten plötsligt väcker dem ut sömnens himmel och får dem att falla till marken.

## Klockarian
Operans mest kända aria är den berömda Klockarian (Air des Clochettes - Où va la jeune Hindoue?) som Lakmé sjunger i akt 2. Den är inte bara hänförande vacker utan fyller också en viktig dramatisk funktion. Lakmé blir av sin far utställd till allmän beskådan på en marknad och tvingas sjunga. Hennes sång, med dess hisnande höjdtoner, skall locka fram hennes beundrare. Scenen är spännande: Lakmés själ slits mellan troheten till religionens bud och den spirande kärleken till den skyldige främlingen. Arian har förblivit ett kraftprov och virtuost sångnummer för alla koloratursopraner såsom Luisa Tetrazzini, Amelita Galli-Curci, Lily Pons, Joan Sutherland, Mado Robin, Erna Sack och Maria Callas.

## Personer

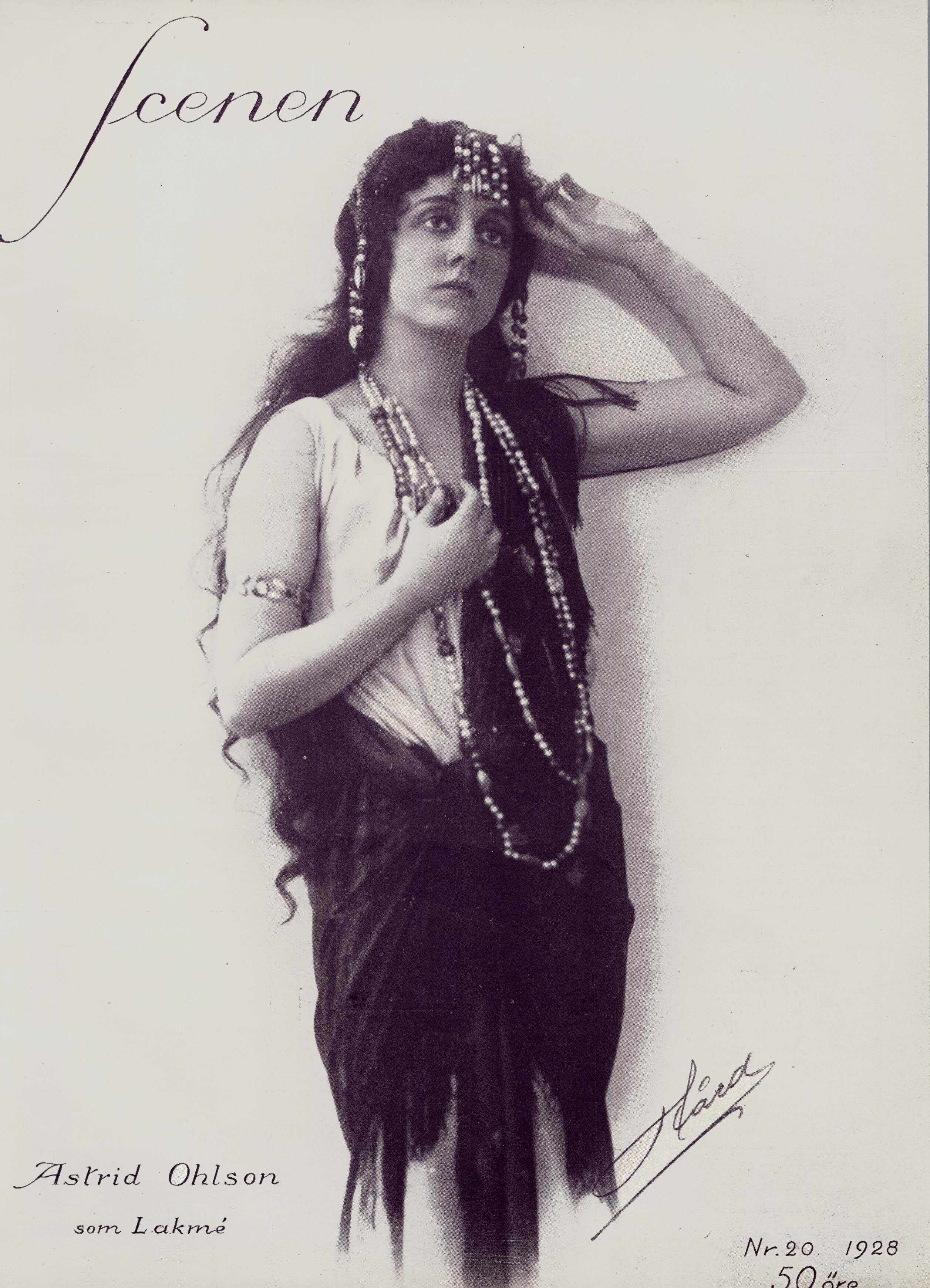
Astrid Ohlson titelrollen. Foto på omslaget till Scenen 1928.

- Lakmé, brahminsk prästinna (sopran)
- Gérald, engelsk officer (tenor)
- Nilakantha, brahmin och Lakmés far (basstämma)
- Mallika, Lakmés tjänarinna (mezzosopran)
- Ellen, Geralds trolovade och dotter till den engelske guvernören (sopran)
- Rose, Ellens väninna (sopran)
- Frédéric, engelsk officer och vän till Gerald (baryton)
- Miss Bentson, Ellens och Roses guvernant (mezzosopran)
- Hadji, Nilakanthas tjänare (tenor)

## Handling
Operan utspelar sig i Indien i mitten av 1800-talet.

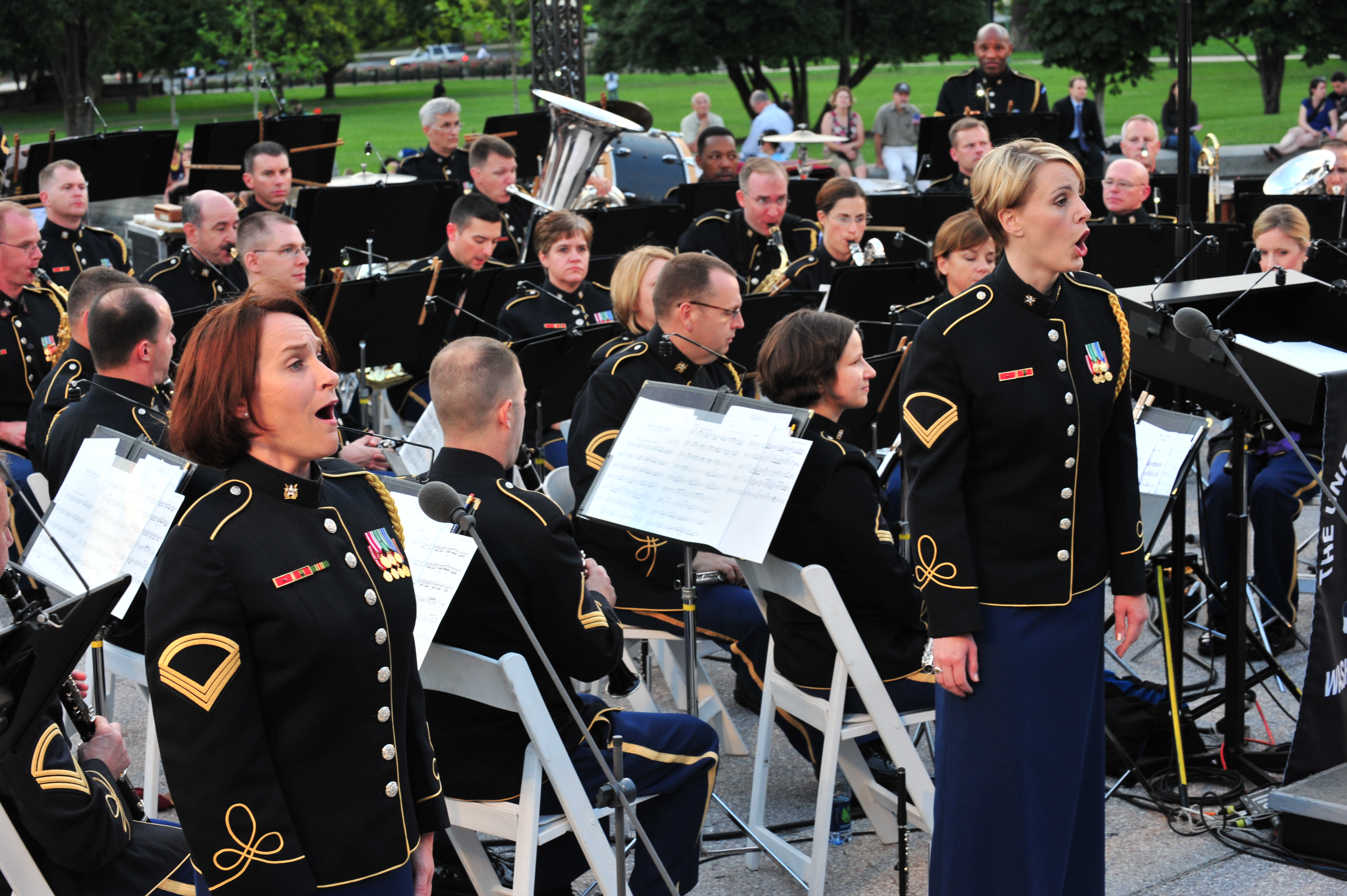
Sopranen Leigh Ann Hinton och alten Pamela Terry framför Blomsterduetten 2012

### Akt I
Brahminen Nilakantha, en svuren motståndare till de engelska kolonisatörerna, har under sin bortavaro under en kort tid lämnat den heliga trädgården i sin dotter Lakmés vård. Trots att européer är förbjudna att beträda det heliga området, bryter sig ett sällskap engelska officerare med damer in i trädgården genom det bräckliga stängslet och fängslas av atmosfären. Officeren Frédéric berättar om Nilakanthas vackra dotter och Gérald blir genast intresserad, trots att hans fästmö Ellen är med. De hittar några smycken som Lakmé har lämnat i trädgården men känner sig ovälkomna och går därifrån. Gérald dröjer sig kvar för att göra en skiss av smyckena, som har fångat hans intresse. Just när han skall lämna trädgården hör han Lakmé komma och gömmer sig medan hon och hennes tjänarinnor lägger blommor framför gudastatyn i trädgården ("Blomsterduetten"). Tjänarinnorna går ned till floden och badar och Lakmé får syn på Gérald. Han tillhör ett främmande folk och hon vet att hon borde tillkalla vakterna så att de kan döda honom, men han överöser henne med kärleksförklaringar som gör djupt intryck på henne. Hennes far är i antågande men hon lyckas övertala Gérald att gå innan Nilakantha ser att stängslet är sönderbrutet och uttalar dödsdomen över dem som har trängt in på helig mark.

### Akt II
Nilakantha blir bestört över helgerånet och försöker tvinga Lakmé att peka ut den engelsman som talade med henne i den heliga trädgården men Lakmé tiger. Prästen klär då ut sig till tiggare och tvingar Lakmé att väcka uppmärksamhet på marknadsplatsen genom att sjunga en sång om en indisk flicka som älskas av en gud ("Klockarian"). Först hör Gérald henne inte men när Nilakantha uppmanar henne att försöka en gång till tränger han sig fram genom mängden och avslöjar med sitt minspel att det är han. Gérald går i fällan och förråder sig. Lakmé försöker varna honom och övertala honom att fly men det går emot Géralds hedersbegrepp. De omringas av Nilakantha och hans folk och Nilakantha försöker mörda honom med en dolk, men lyckas bara såra honom.

### Akt III
Lakmé har gömt Gérald i en skogshydda och botat honom. Han har återfått medvetandet och minns vad som har hänt men det enda han bryr sig om är Lakmé som är lycklig över att han är förälskad i henne. Unga par går förbi på väg till den heliga källan vars vatten ger evig kärlek. Gérald ber Lakmé gå till källan efter vatten men medan hon är borta kommer Frédéric som har följt blodspåren och påminner Gérald om hans plikter som engelsk officer. Gérald ger honom rätt i att han bör återvända till armén som just kämpar ner ett uppror, men han hoppas inom sig att han skall kunna stanna hos Lakmé. Frédéric går och Lakmé kommer med det heliga vattnet, men hon märker genast att Gérald är förändrad. De dricker båda av det undergörande vattnet, men då Gérald hör truppernas marscher i fjärran och genast rusar upp förstår Lakmé att han kommer att lämna henne. Hon plockar några giftiga blommor som växer på platsen, och när Nilakantha hittar henne tillsammans med Gérald är hon döende. Hon berättar för fadern att Gérald har druckit av källans vatten och därför är välsignad av gudarna. På så sätt har hon för andra gången räddat hans liv, och hon dör själv i sin älskades armar. Nilakantka försonas med Lakmé, eftersom dottern har sonat sin skam.

## Berömda utdrag
- Akt 1. "Invokationen". Blanche Dourga, pâle Siva (Lakmé); "Blomsterduetten" Sous le dôme épais (Lakmé och Mallika).
- Akt 2. "Klockarian". Où va la jeune Hindoue (Lakmé)

## Diskografi (urval)
- Lakmé. Sutherland, Berbié, Vanzo, Bacquier. Monte Carlo Opera Chorus. Orchestre national de l'Opéra de Monte-Carlo. Bonynge, dirigent. Decca (ADD) 425 485-2. 2 CD.[4]
- Lakmé. Cotrubas, Obraztsova, Domingo, Ghiaurov. Ambrosian Singers. London Symphony Orchestra. Abbado, dirigent. Deutsche Grammophon 429 437-2. 2 CD.